# Хуанма Марреро
Хуанма Марреро (ісп. Juanma Marrero, нар. 18 жовтня 1982, Лас-Пальмас-де-Гран-Канарія) — іспанський футболіст, лівий захисник клубу «Фуенлабрада».

## Ігрова кар'єра
У дорослому футболі дебютував 2002 року виступами за команду «Весіндаріо», в якій провів один сезон, після чого приєднався до  друголігового «Лас-Пальмаса». Відіграв за головну команду рідного міста наступні п'ять сезонів своєї ігрової кар'єри.
2008 року перейшов до «Райо Вальєкано», до основного складу команди якого не пробився і, провівши за неї лише три гри, наступного року був відданий в оренду до «Уески». Згодом захищав кольори клубів «Реал Ов'єдо» та «Нумансія» відповідно на рівні третього і другого іспанських дивізіонів.
2016 року став гравцем «Фуенлабради» із Сегунди Б. За три роки допоміг команді здобути підвищення в класі і продовжив виступи за неї на рівні другого іспанського дивізіону.